# Artur Tajmazow
Artur Tajmazow (ros. Артур Борисович Таймазов, uzb. Artur Taymazov; ur. 20 lipca 1979 we Władykaukazie) – osetyjski zapaśnik w stylu wolnym, reprezentant Rosji (jako junior) i Uzbekistanu, trzykrotny mistrz olimpijski, dwukrotny mistrz świata.
Największym jego sukcesem jest złoty medal igrzysk olimpijskich w Atenach, Pekinie i w Londynie (kategoria 120 kg). Jednak decyzją z dnia 31 marca 2017 roku, został pozbawiony złotego medalu z igrzysk z 2008 roku z powodu stwierdzenia użycia niedozwolonej substancji.
W 2003 i 2006 roku okazał się najlepszy w mistrzostwach świata. Złoto na mistrzostwach Azji w 2000 i 2010. Trzeci w drużynie w Pucharze Świata w 2008 roku.
Jest bratem Timura Tajmazowa.